# Momar N’Diaye
Momar Ramon N’Diaye (Yeumbeul, 1987. július 13. –) szenegáli-francia labdarúgócsatár. Unokatestvérei is Metz-játékosok voltak: Ibrahima Gueye és a kétszeres kínai gólkirály Babacar Gueye.